# Jungles

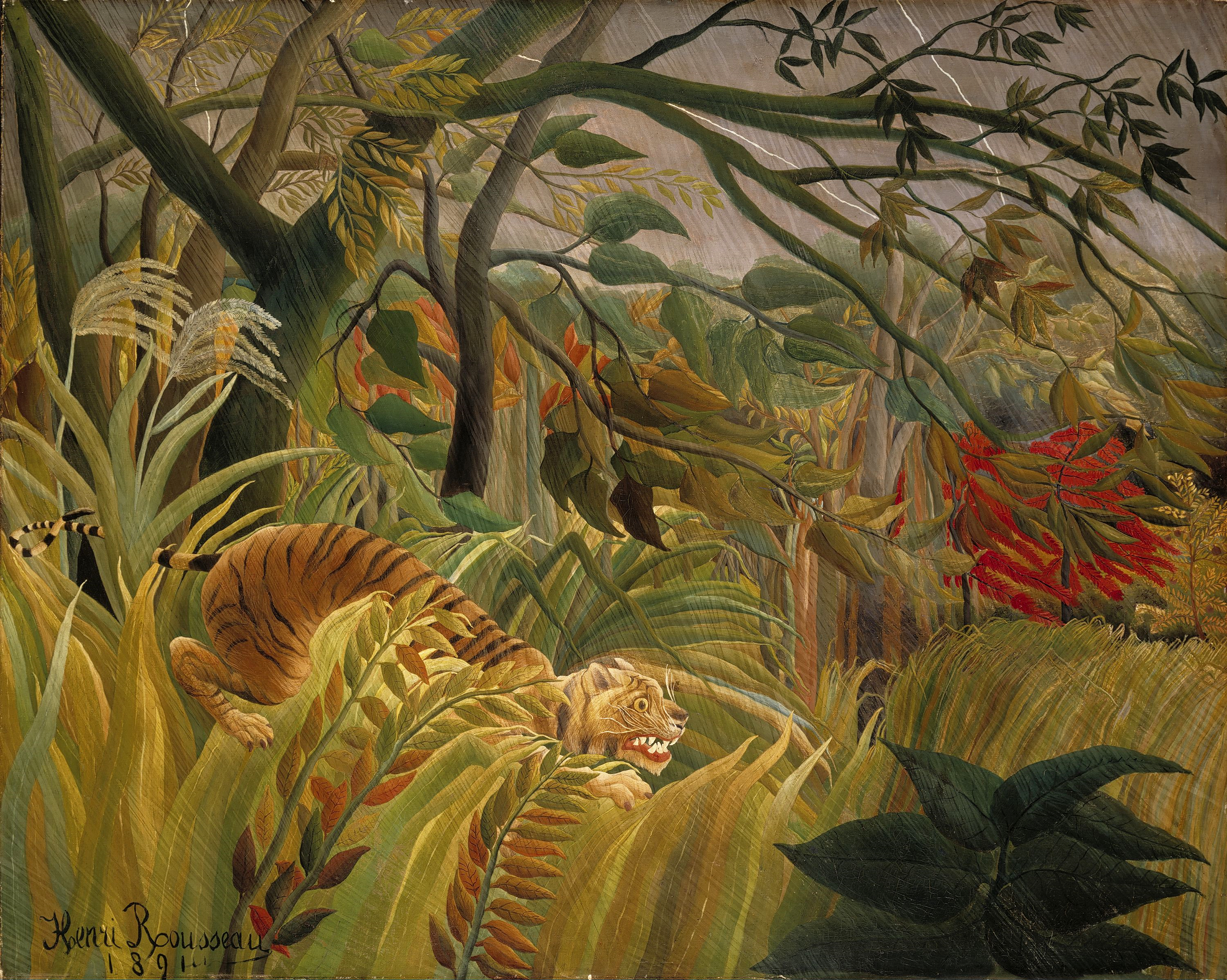
Surpris !, la première toile de la série des Jungles.

Les Jungles sont une série de tableaux que le peintre français Henri Rousseau,, réalise de 1891 à l'année de sa mort en 1910 et qui ont pour cadre la végétation luxuriante d'une forêt tropicale ressemblant à une jungle. Presque toujours agrémentées d'animaux exotiques, en particulier des grands félins, des singes, des oiseaux et autres serpents, ces toiles parfois mâtinées de fantastique sont exécutées dans un style naïf dont elles sont considérées comme le premier chef-d'œuvre.
Entamée avec Surpris !, qui longtemps demeure unique, la série ne s'étoffe véritablement qu'à compter de 1904-1905, notamment avec Le lion, ayant faim, se jette sur l'antilope. L'exposition de cette œuvre au Salon d'automne de 1905, à Paris, pourrait être à l'origine du nom du fauvisme, inventé à cette occasion par Louis Vauxcelles.
Lorsque Le Rêve conclut l'ensemble, environ trente de ces peintures ont été produites. Elles ont été amplemement exposées au Salon des indépendants, dont elles ont été chaque année une attraction ambivalente, tantôt moquée et tantôt admirée. Près de la moitié relèvent aujourd'hui des collections de musées aux États-Unis, les établissements de Philadelphie en conservant le plus grand nombre.

## Principales œuvres

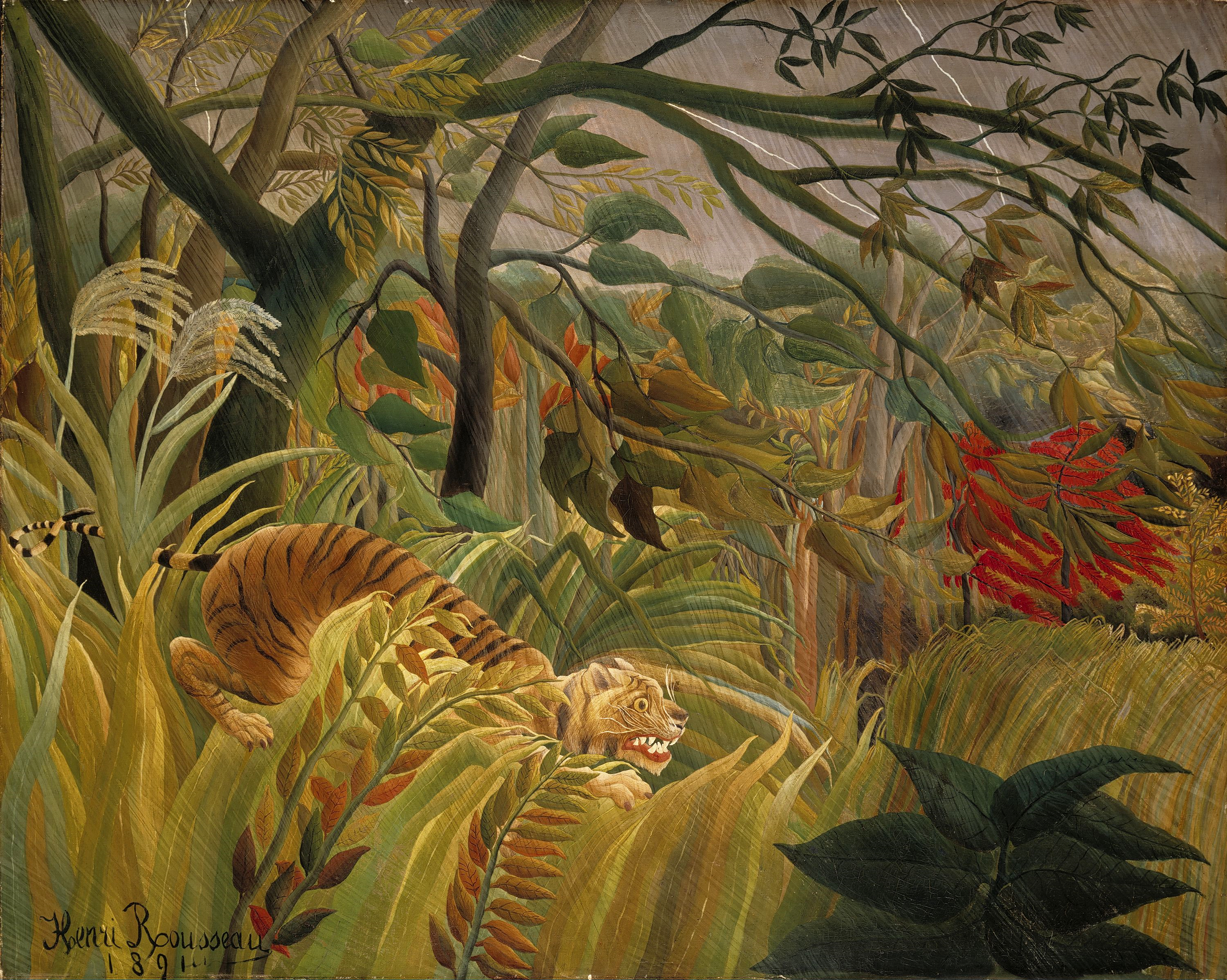
Surpris !, 1891 – National Gallery, Londres.
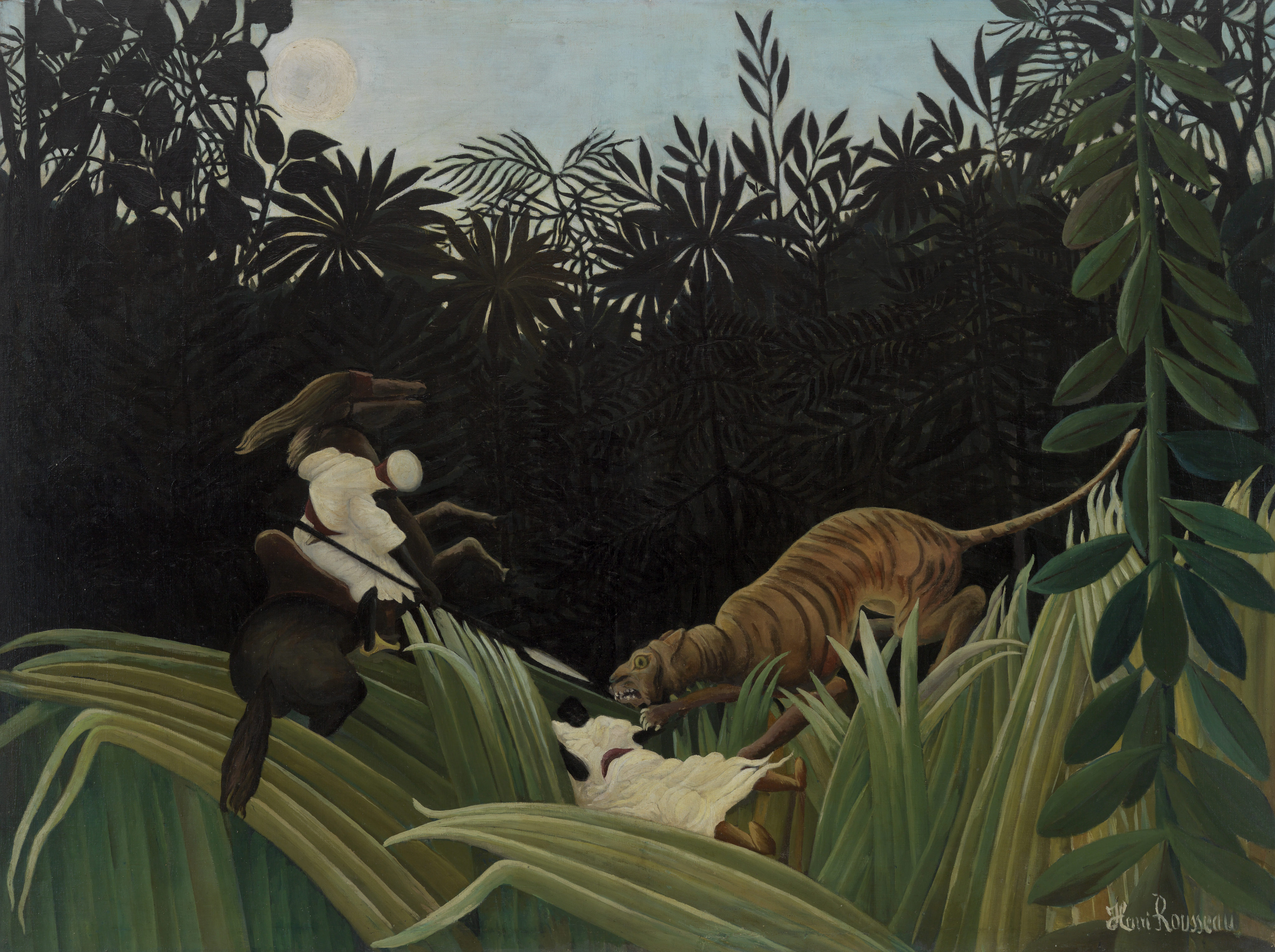
Éclaireurs attaqués par un tigre, 1904 – Fondation Barnes, Philadelphie.
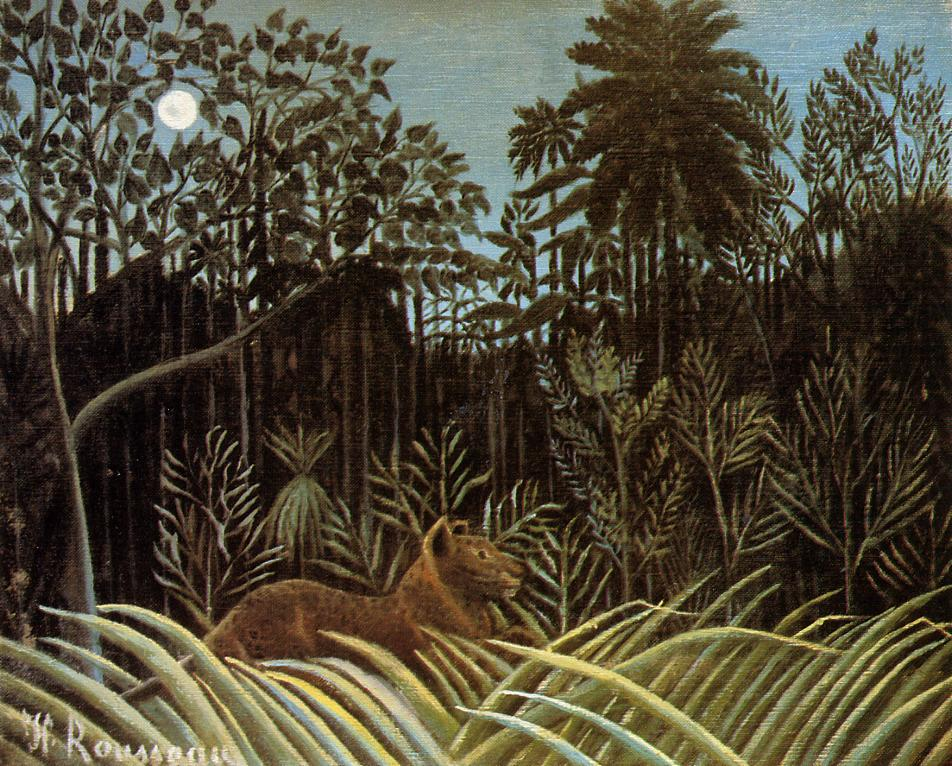
Lion dans la jungle, 1904 – Musée Pola, Hakone.
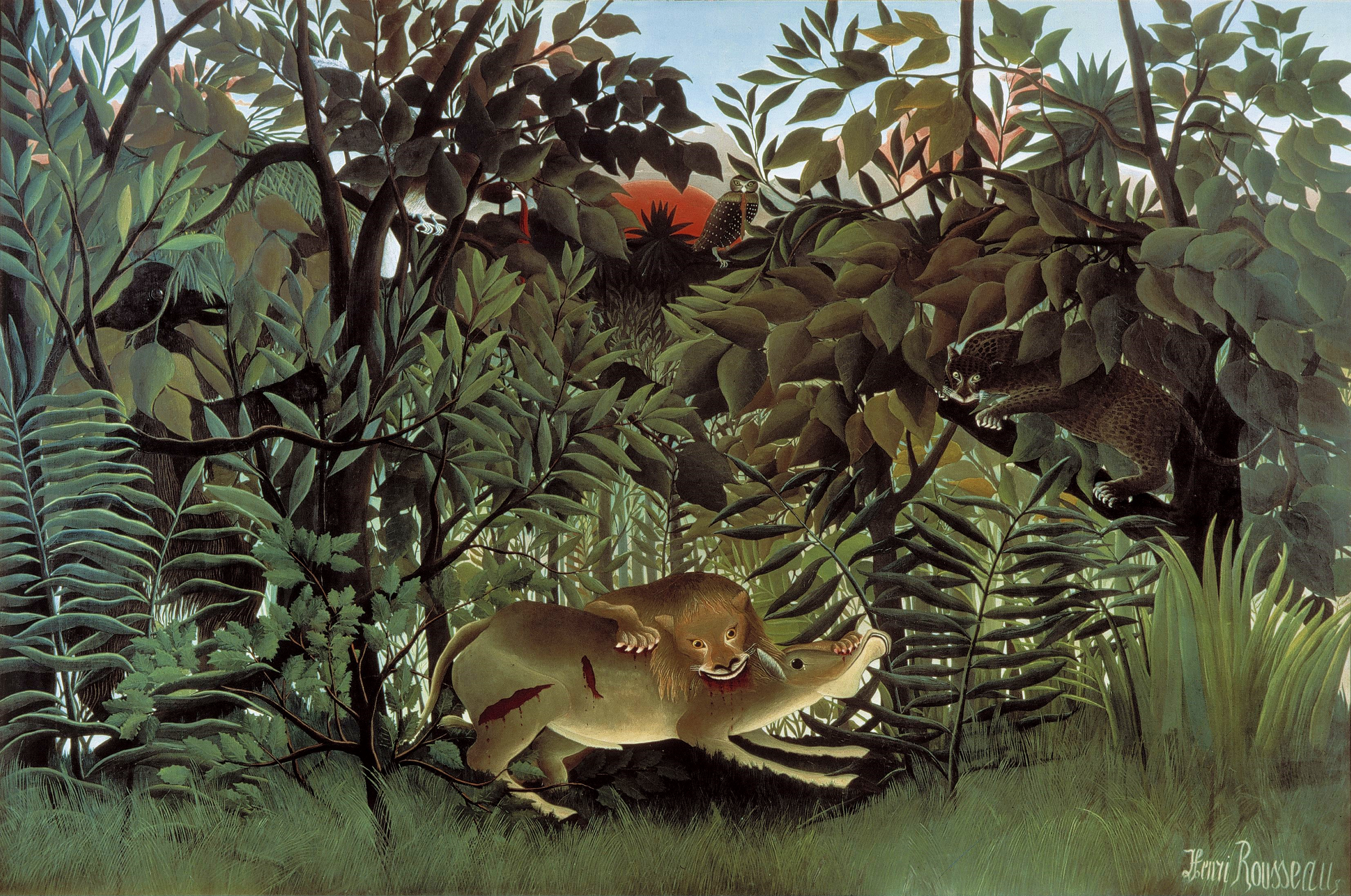
Le lion, ayant faim, se jette sur l'antilope, 1905 – Fondation Beyeler, Riehen.
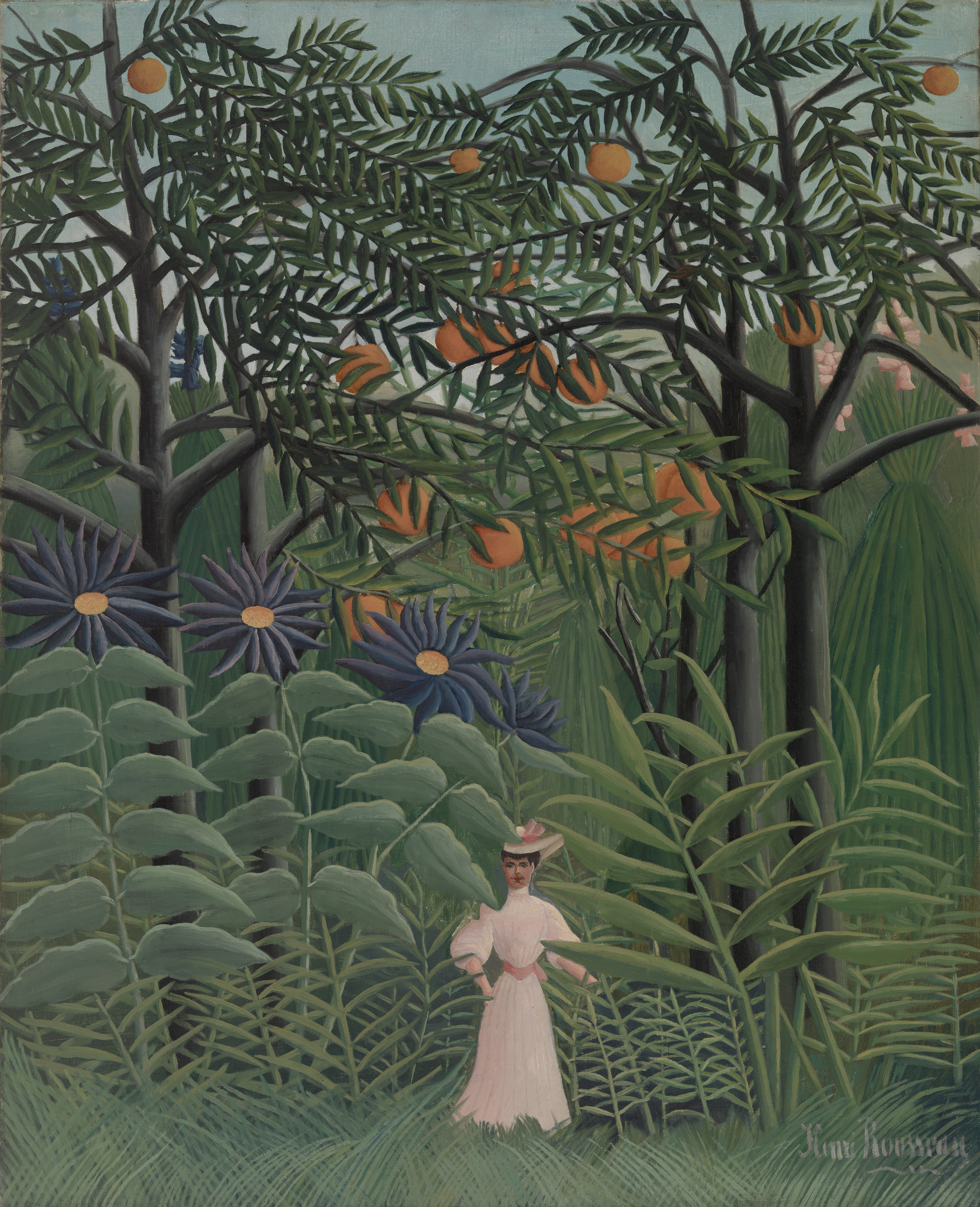
Femme se promenant dans une forêt exotique, 1905 – Fondation Barnes, Philadelphie.
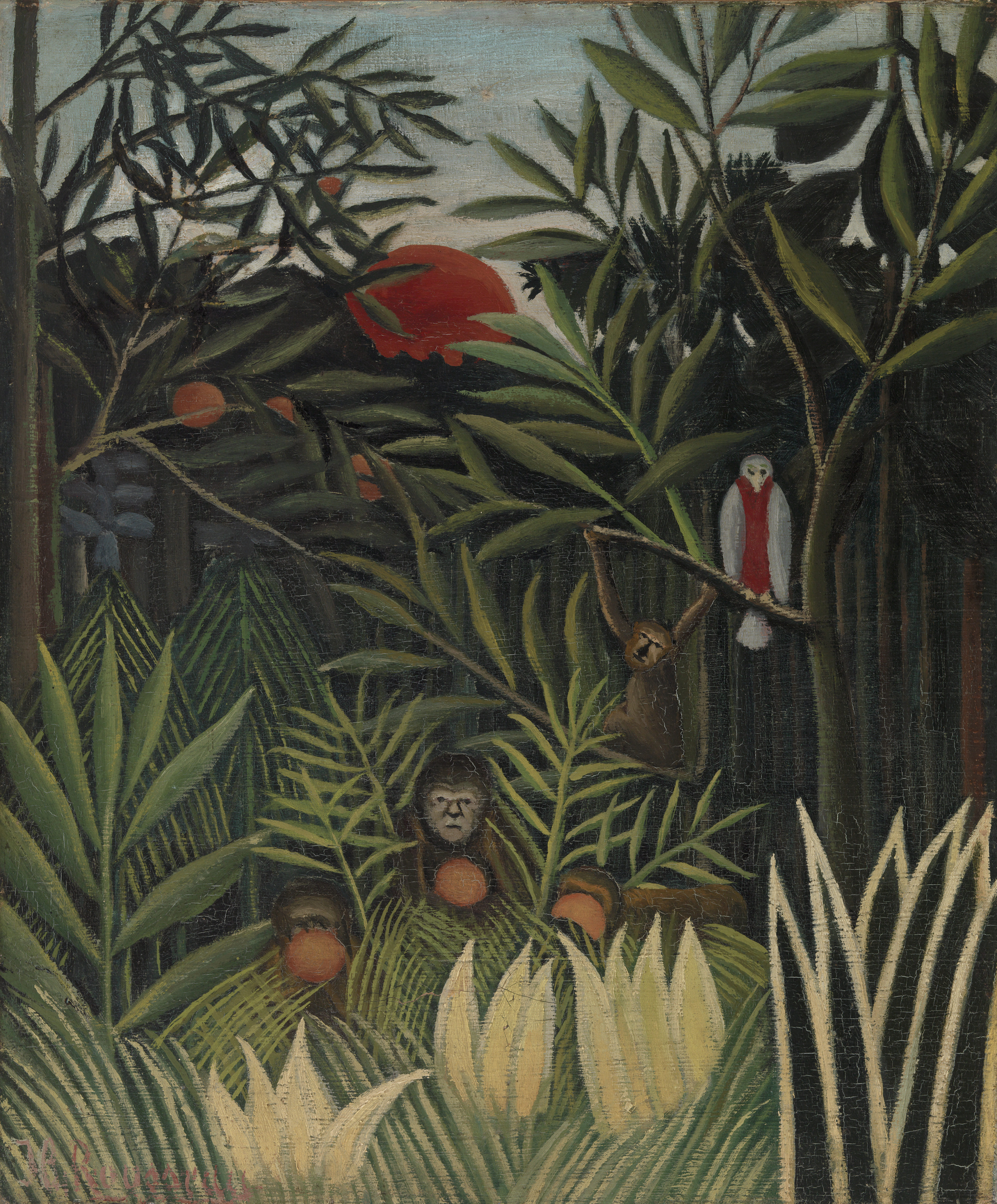
Singes et perroquet dans la forêt vierge, vers 1905-1906 – Fondation Barnes, Philadelphie.
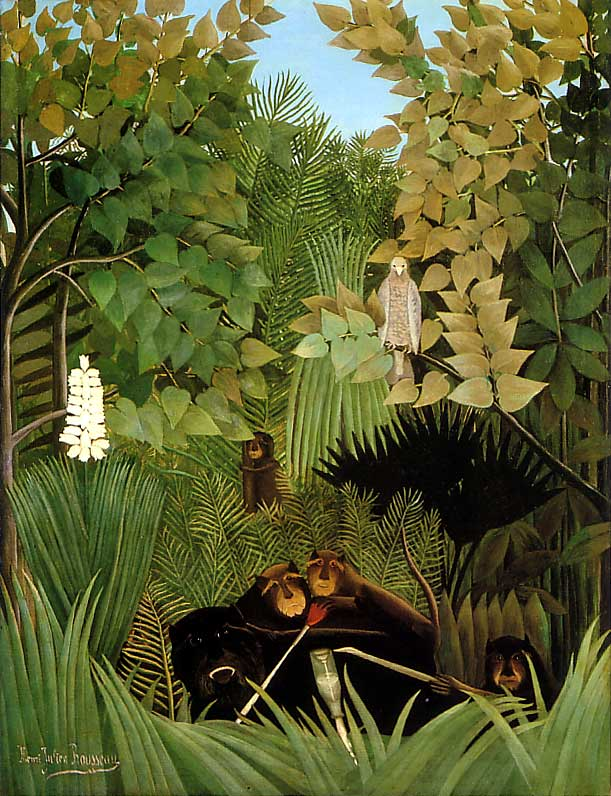
Les Joyeux Farceurs, 1906 – Philadelphia Museum of Art, Philadelphie.
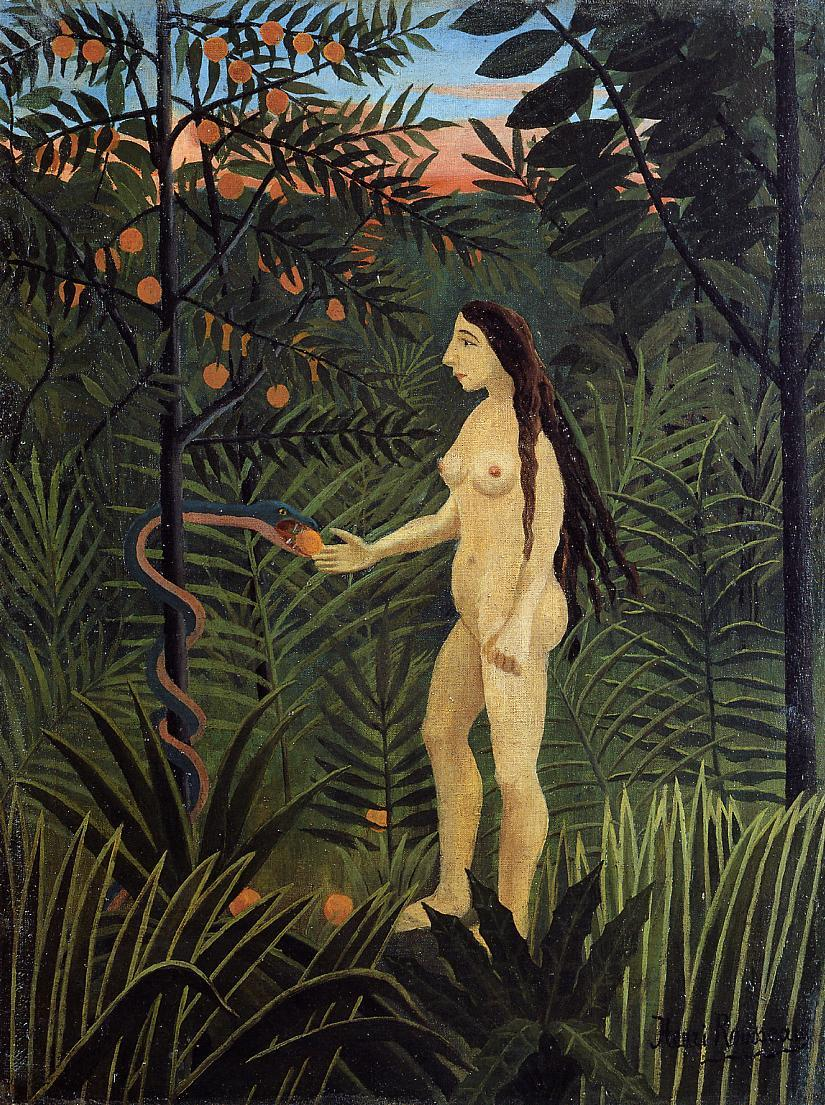
Ève, 1906-1907 – Kunsthalle de Hambourg, Hambourg.
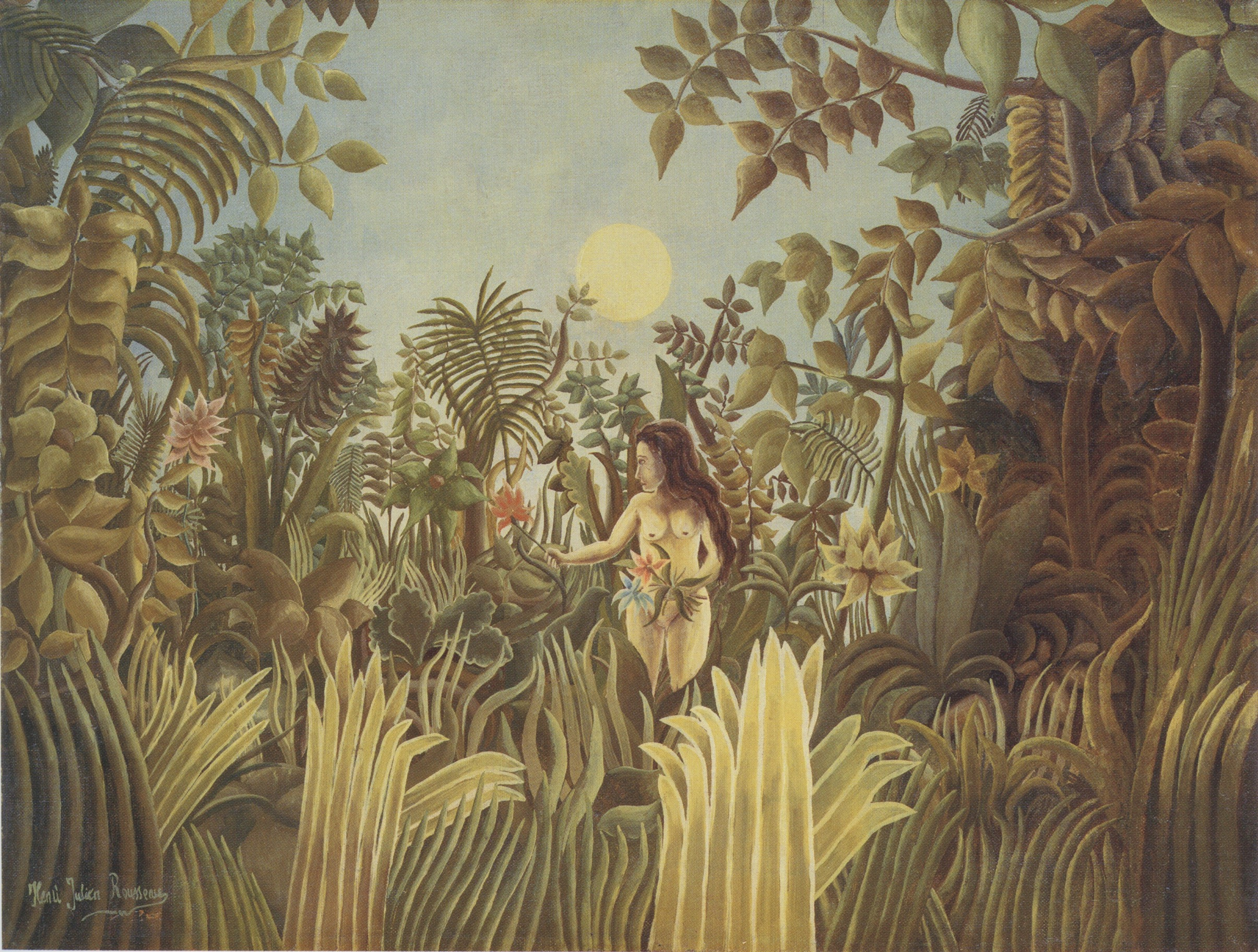
Ève dans le jardin d'Éden, vers 1906-1910 – Musée Pola, Hakone.
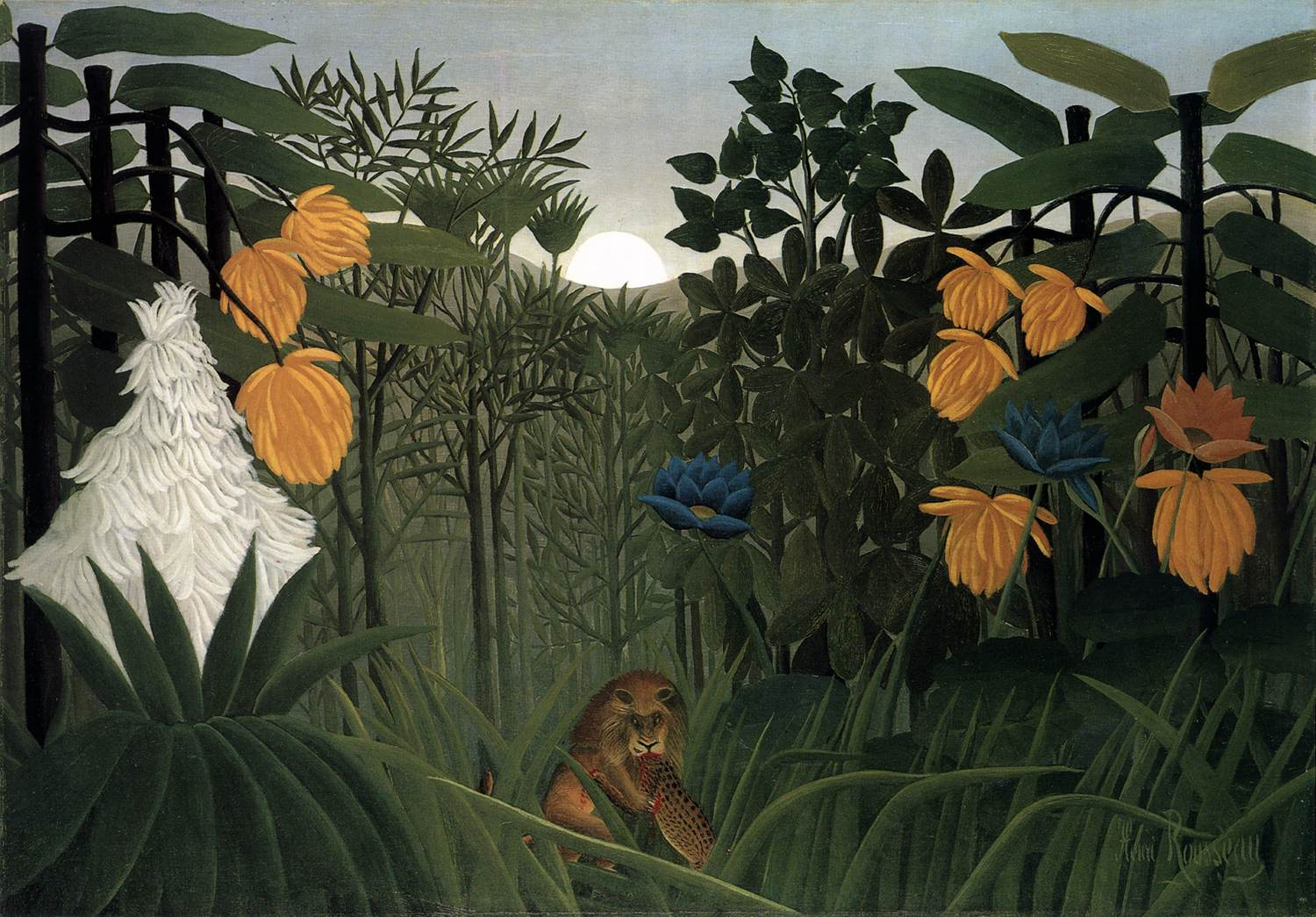
Le Repas du lion, vers 1907 – Metropolitan Museum of Art, New York.
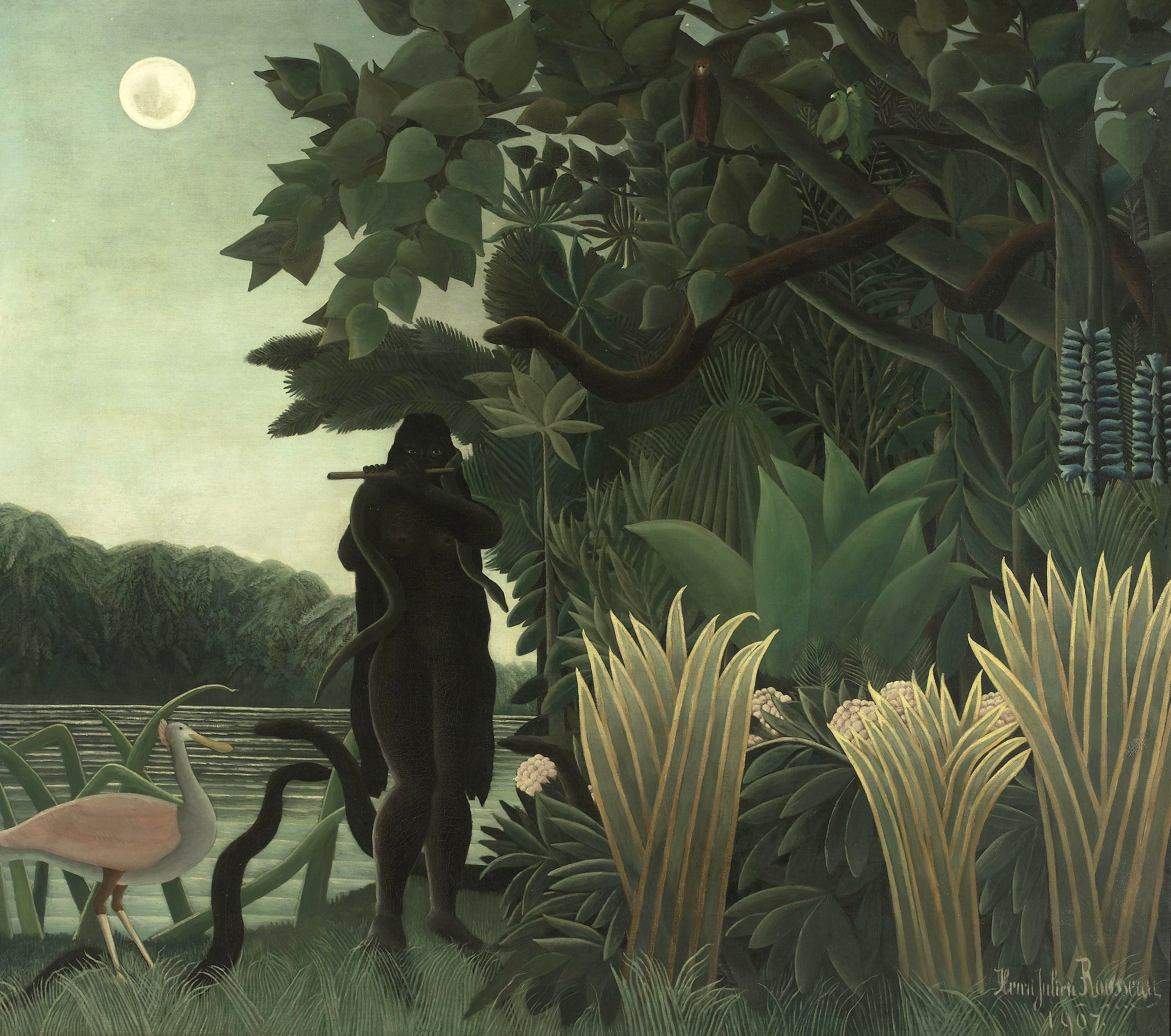
La Charmeuse de serpents, 1907 – Musée d'Orsay, Paris.
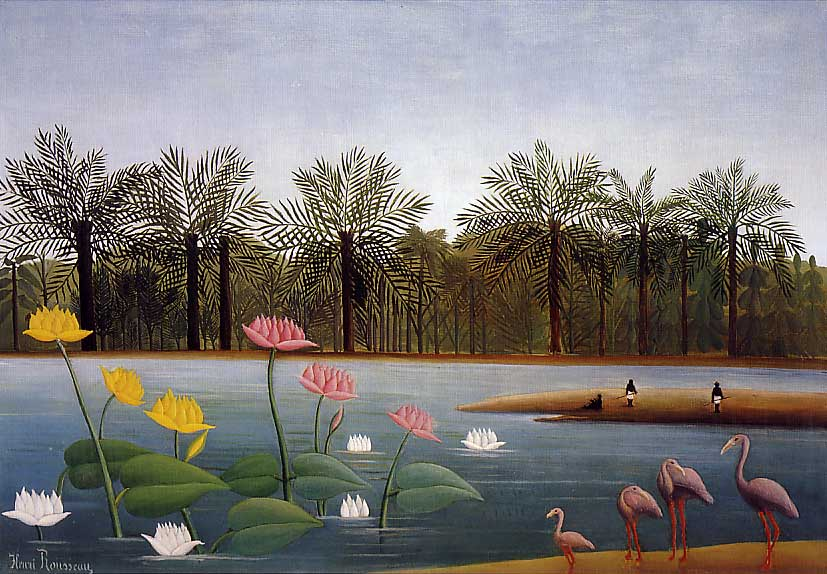
Les Flamants, 1907 – Collection privée.
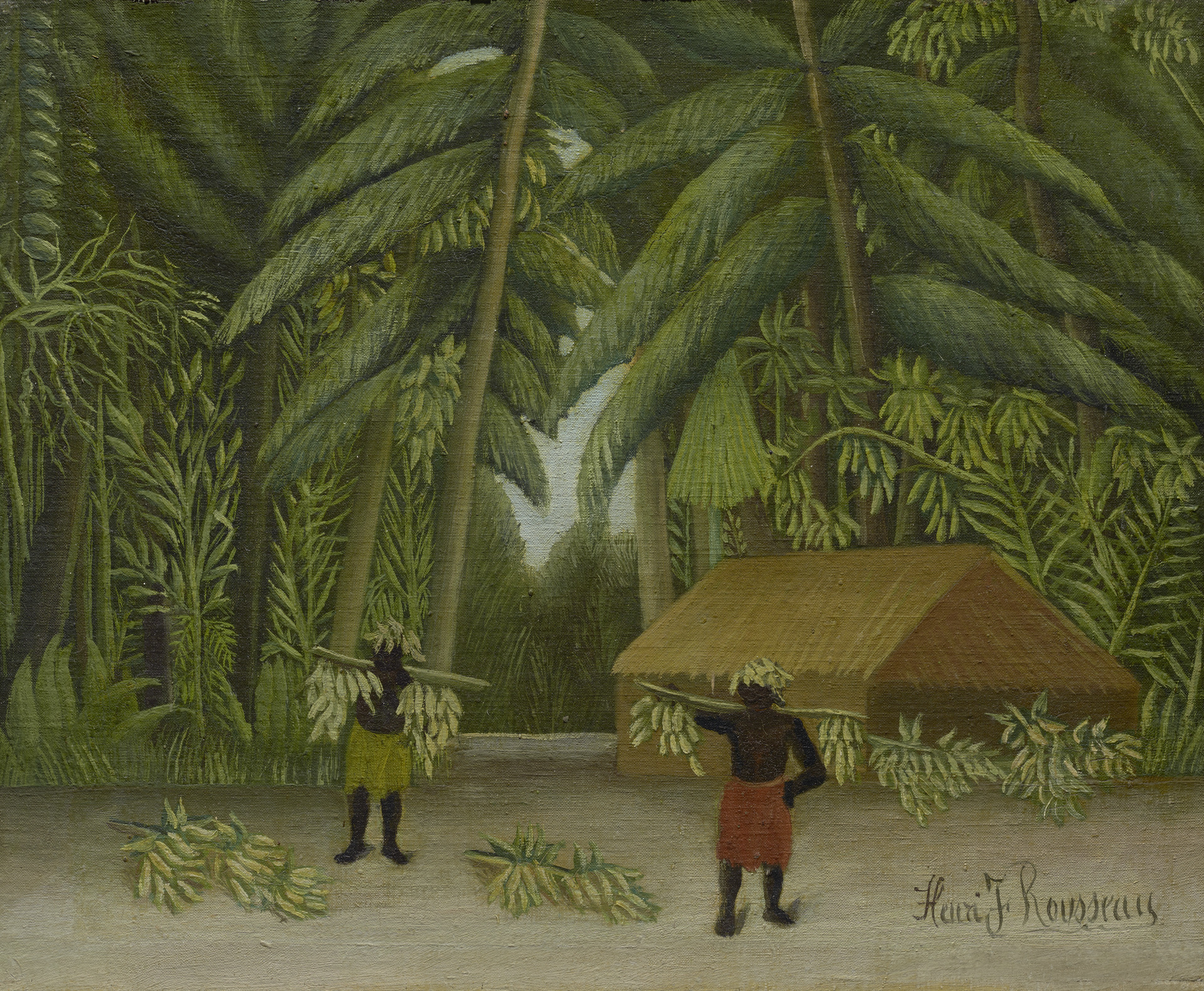
La Récolte des bananes, 1907-1910 – Yale University Art Gallery, New Haven.
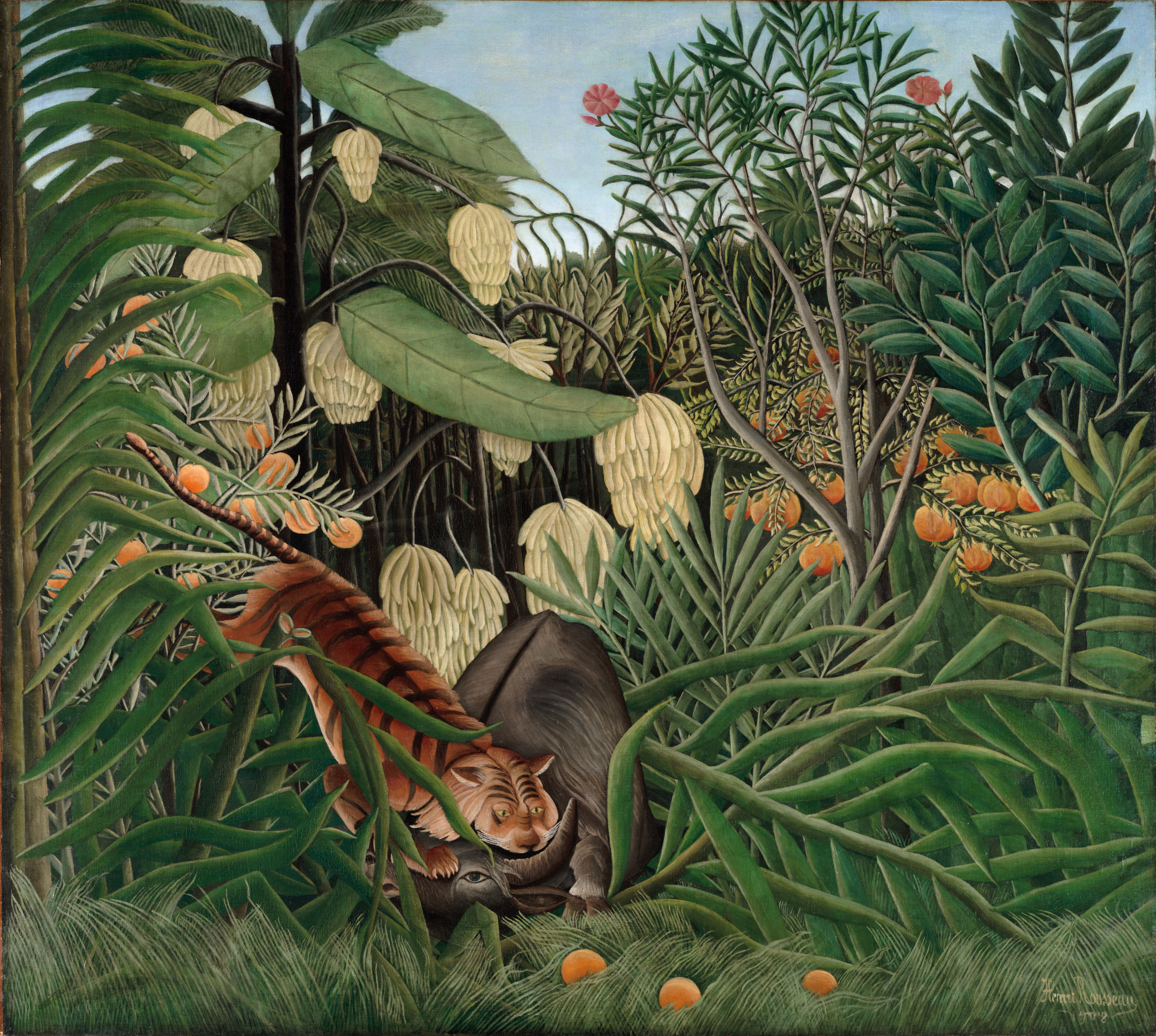
Combat de tigre et de buffle, 1908 – Cleveland Museum of Art, Cleveland.
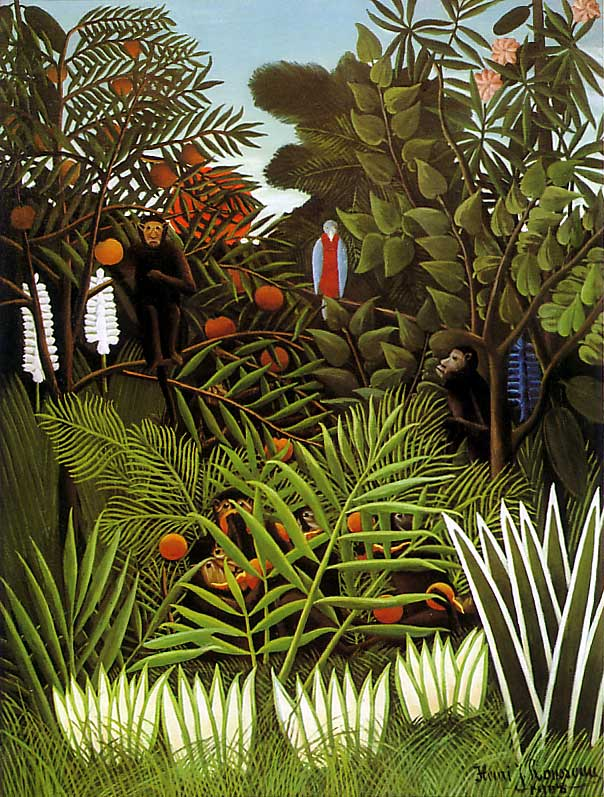
Paysage exotique avec singes et un perroquet, 1908 – Collection privée.
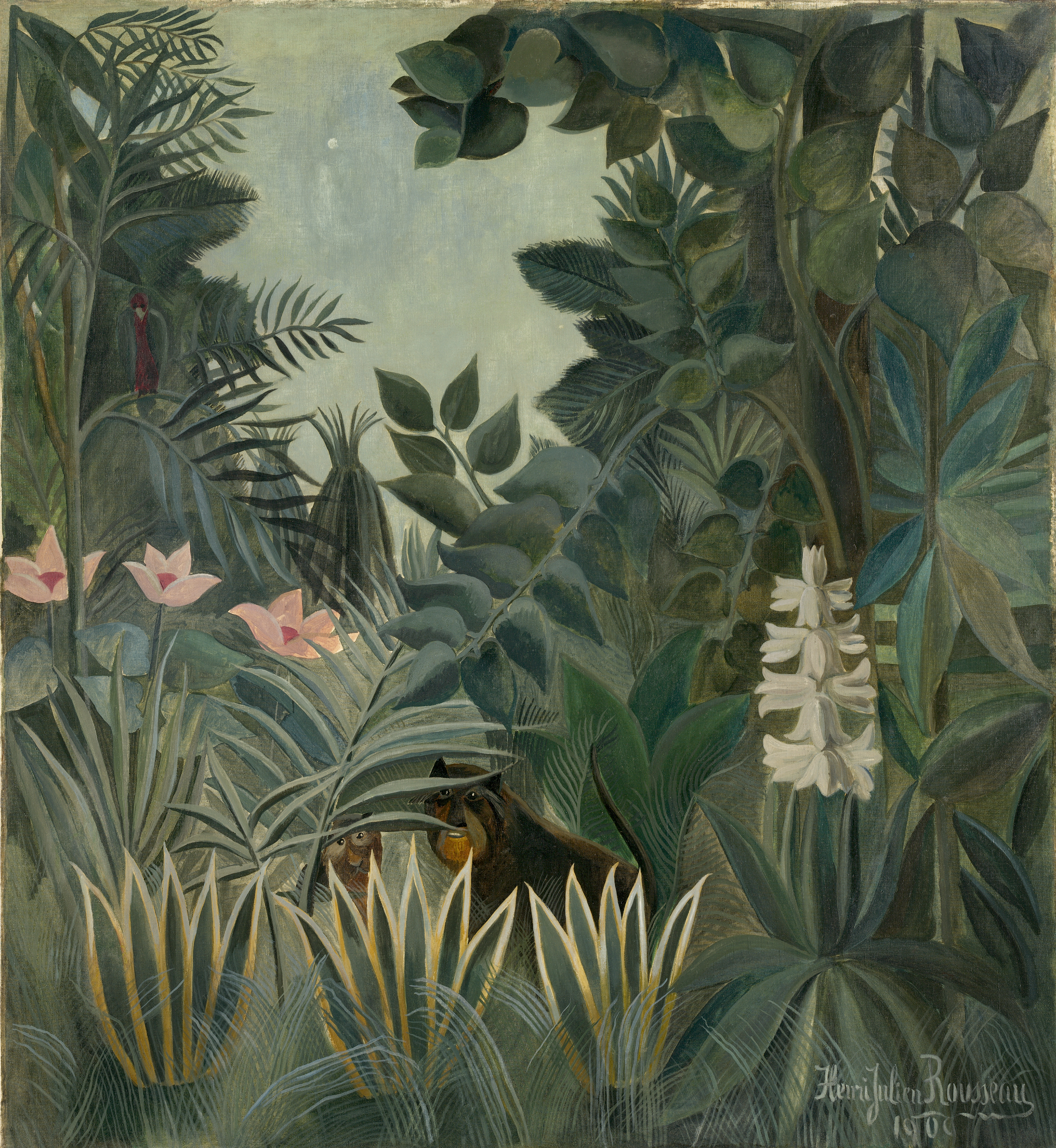
La Jungle équatoriale, 1909 – National Gallery of Art, Washington.
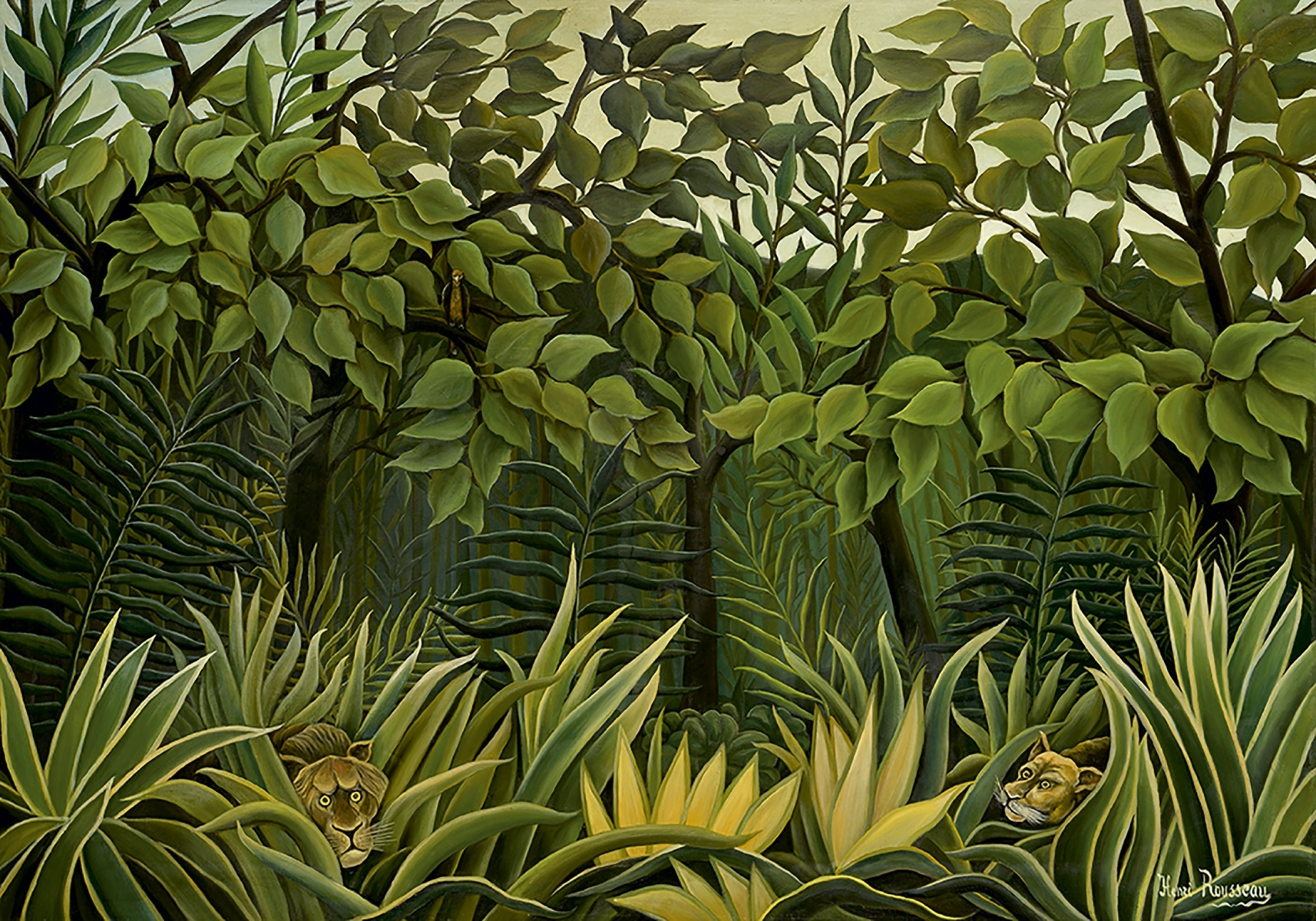
Deux Lions à l'affût dans la jungle, 1909-1910 – Collection privée.
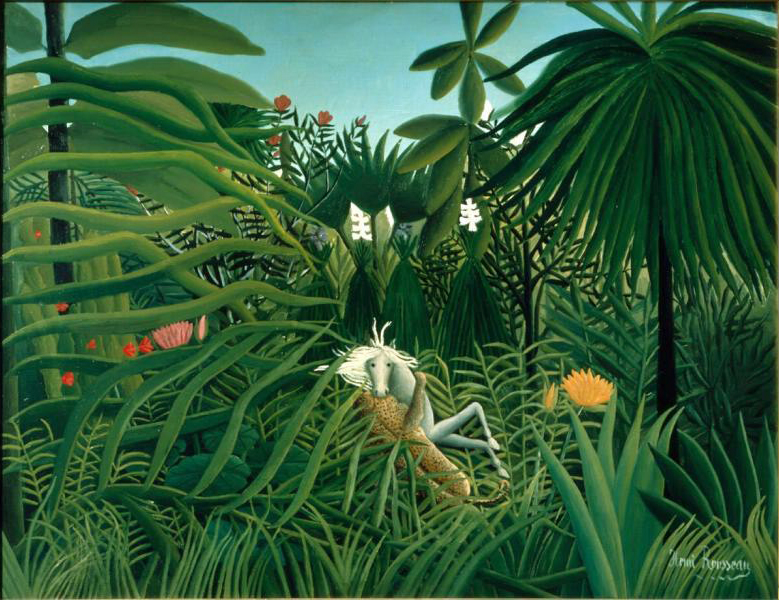
Cheval attaqué par un jaguar, vers 1910 – Musée des Beaux-Arts Pouchkine, Moscou.
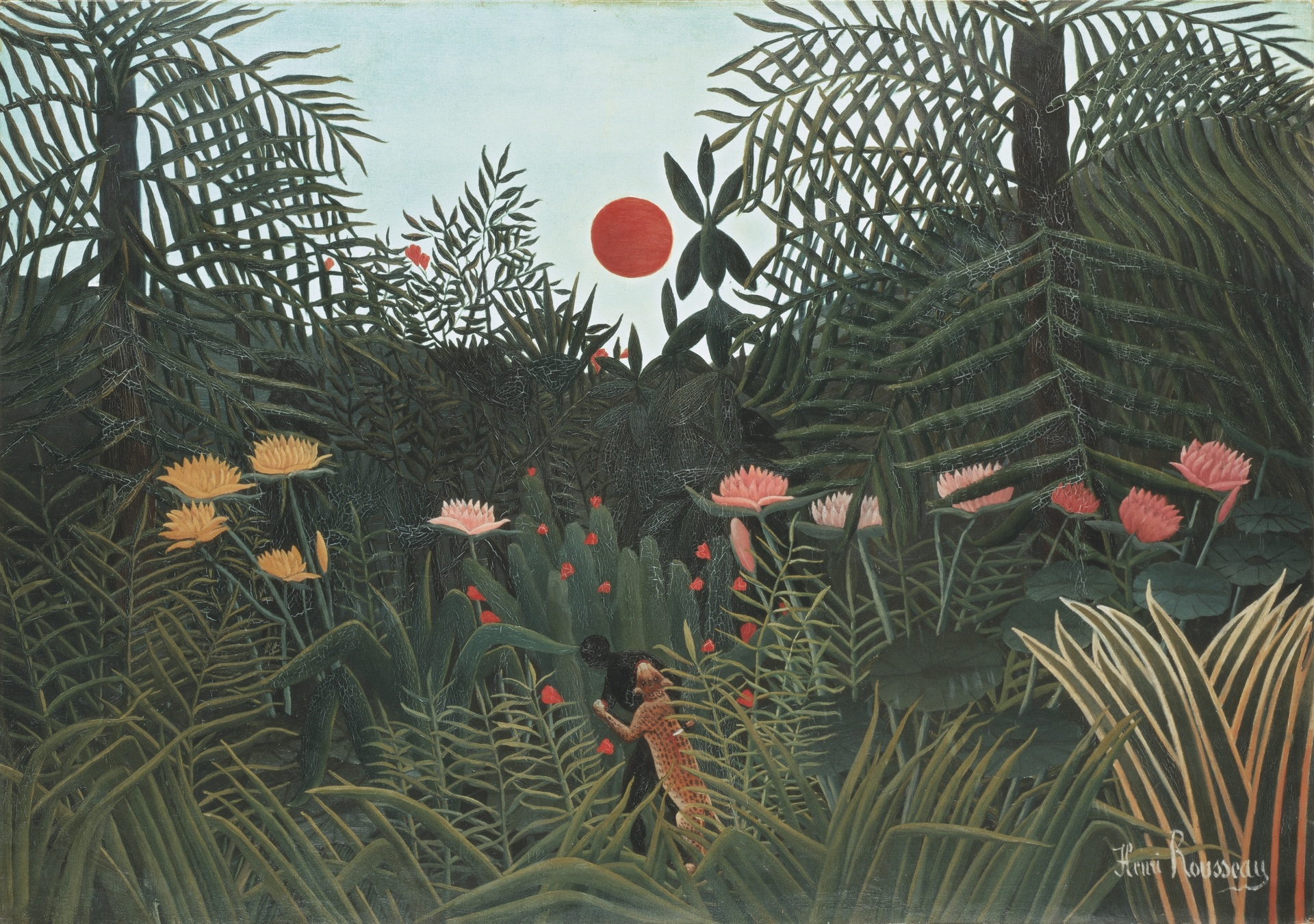
Forêt vierge au soleil couchant, vers 1910 – Kunstmuseum, Bâle.
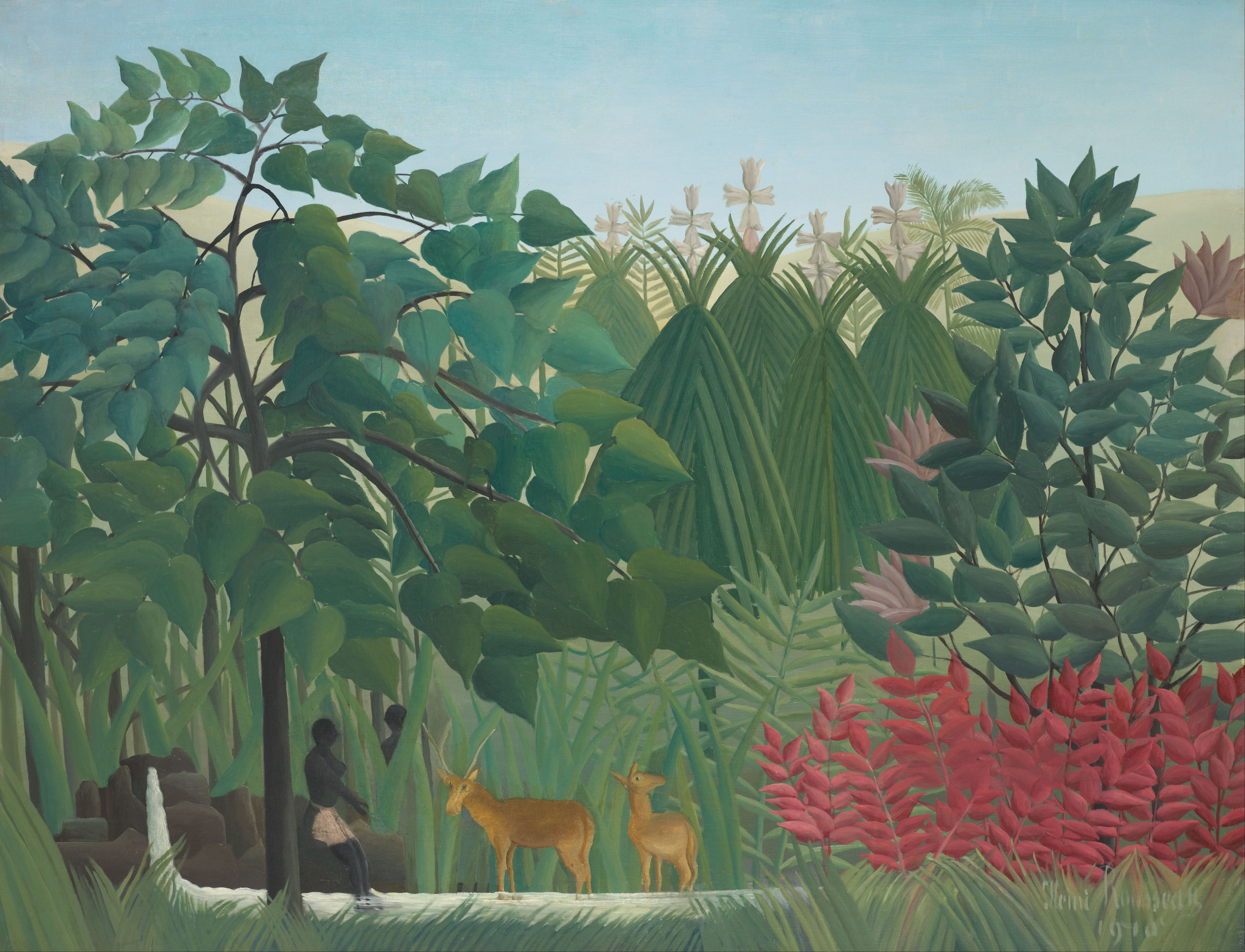
La Cascade, 1910 – Art Institute of Chicago, Chicago.
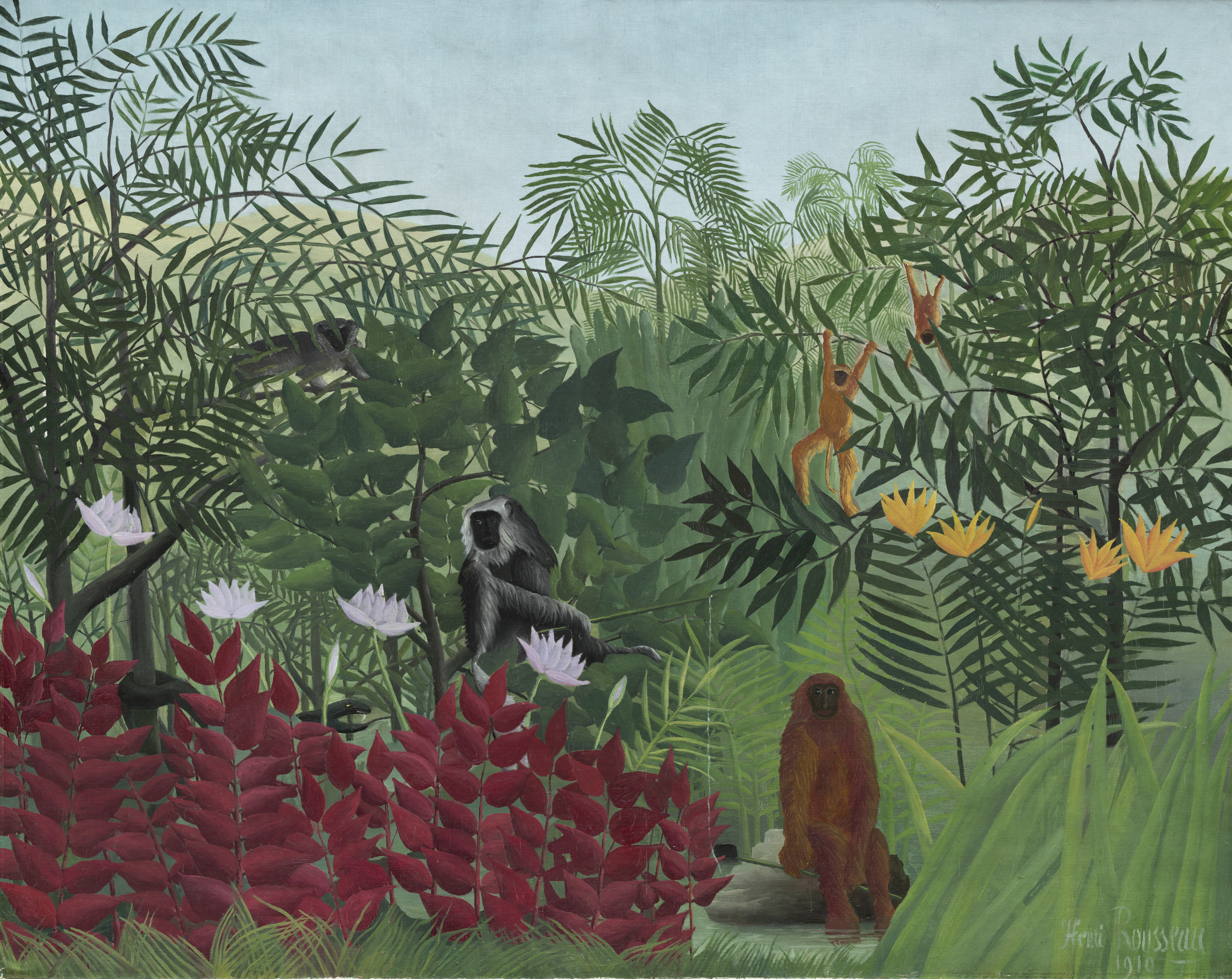
Forêt tropicale avec singes, 1910 – National Gallery of Art, Washington.
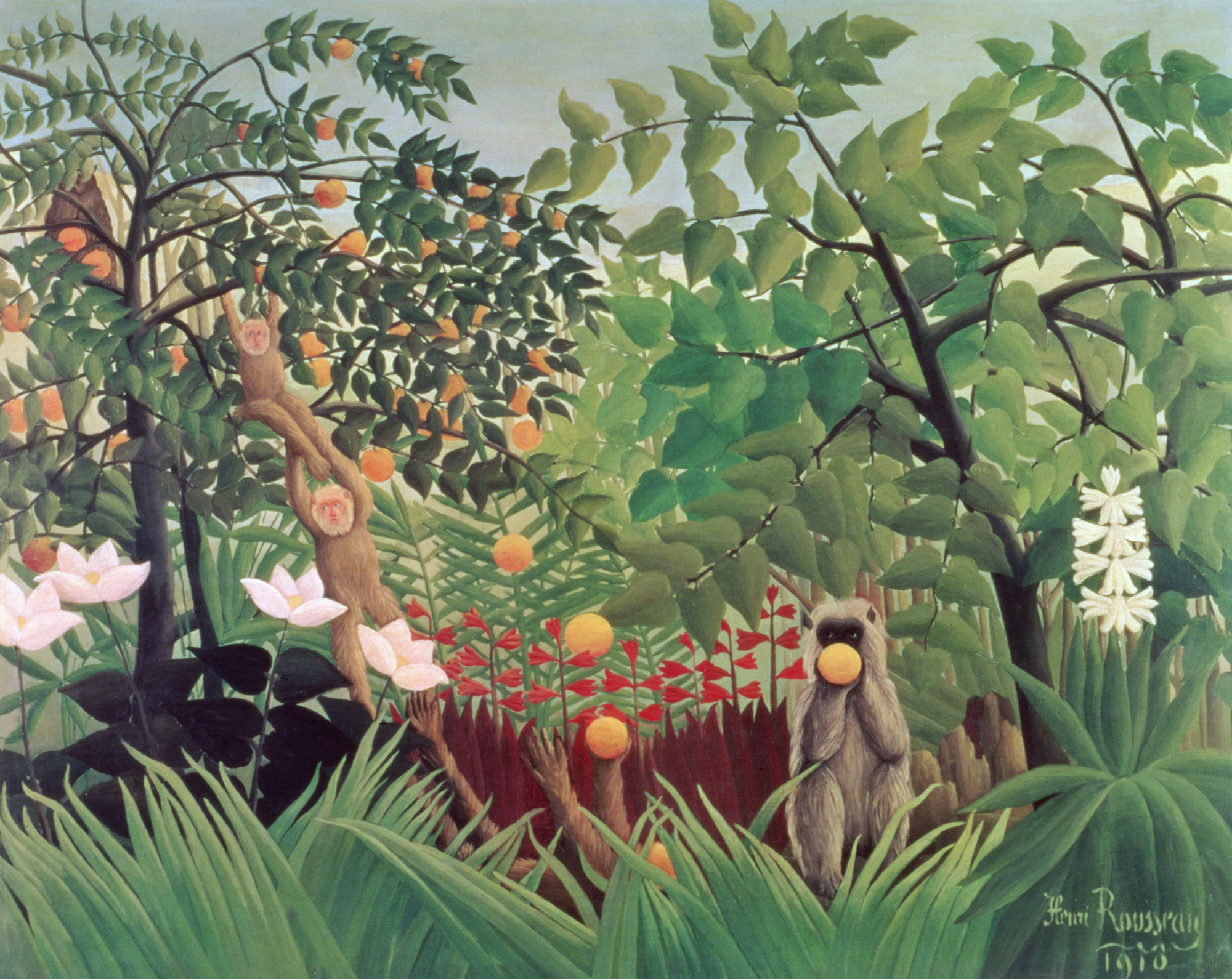
Paysage exotique, 1910 – Norton Simon Museum, Pasadena.
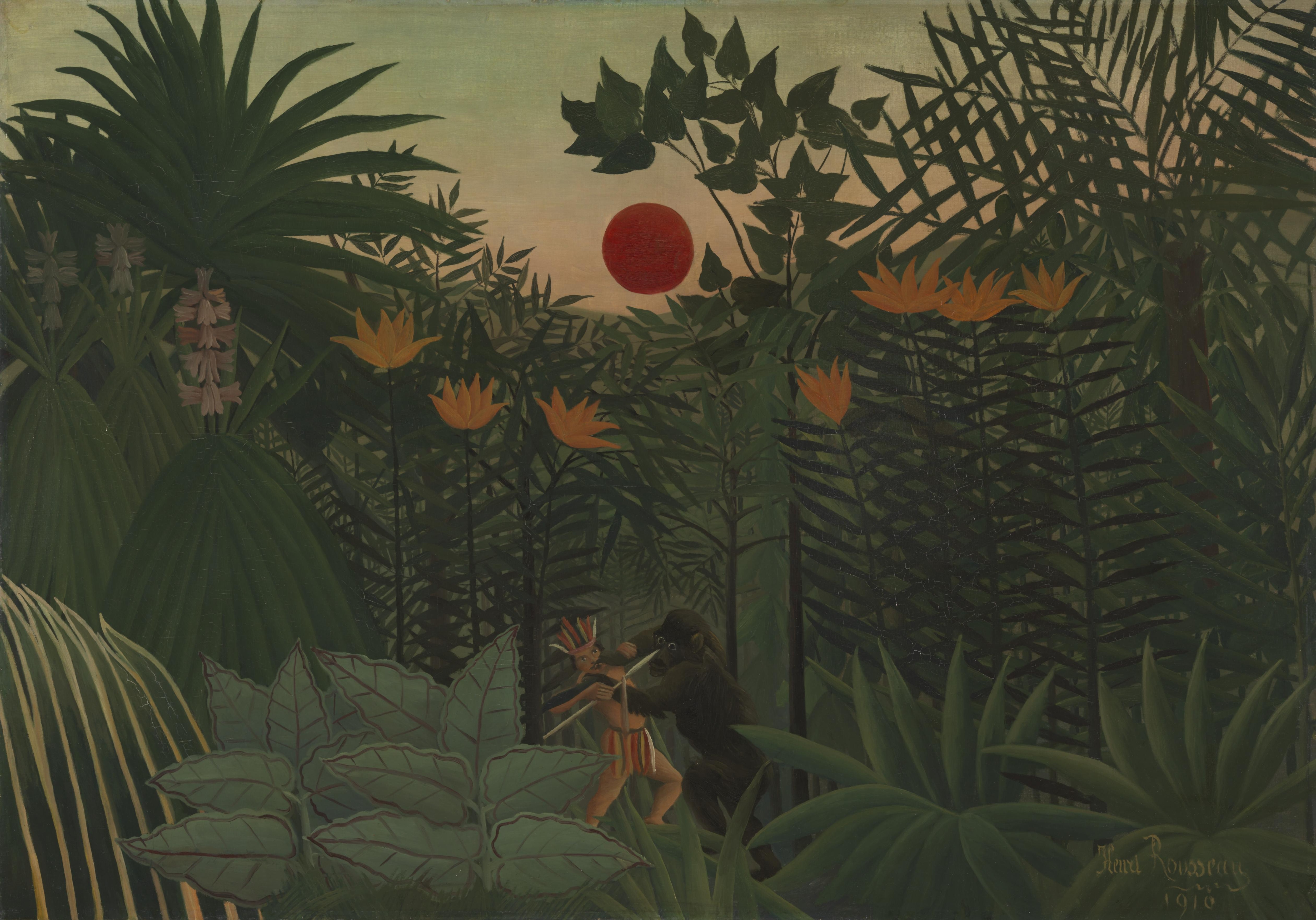
Paysage tropical : lutte de l'Indien et du gorille, 1910 – Musée des Beaux-Arts de Virginie, Richmond.
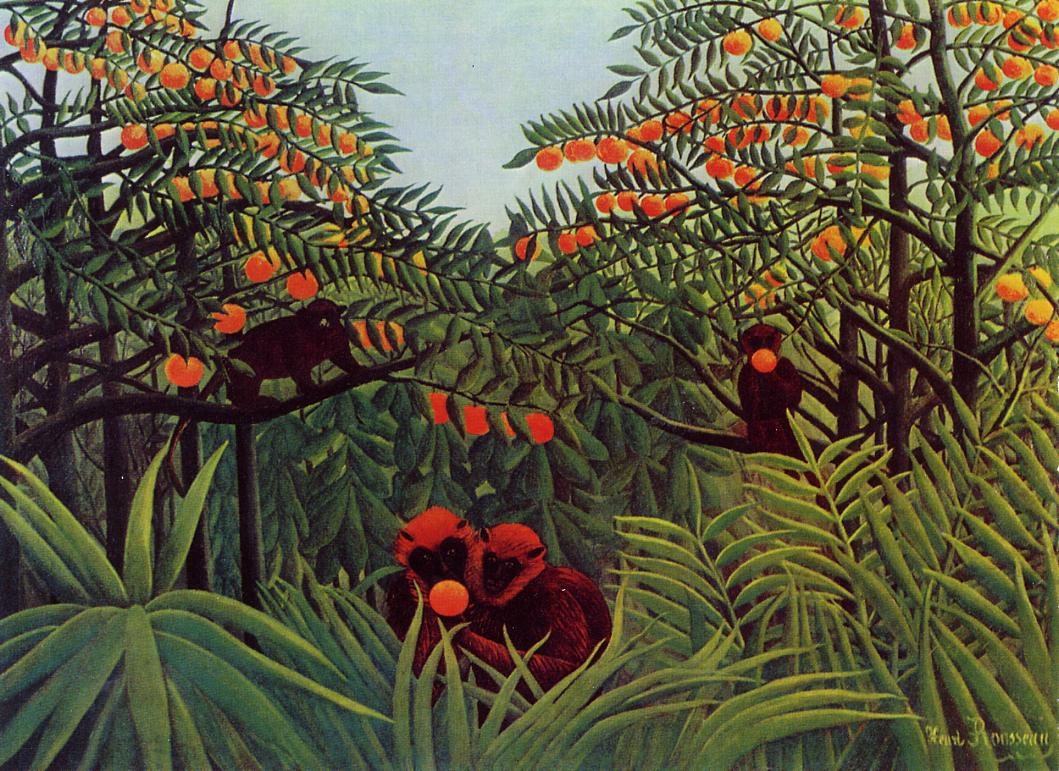
Singes dans la forêt vierge, 1910 – Collection privée.
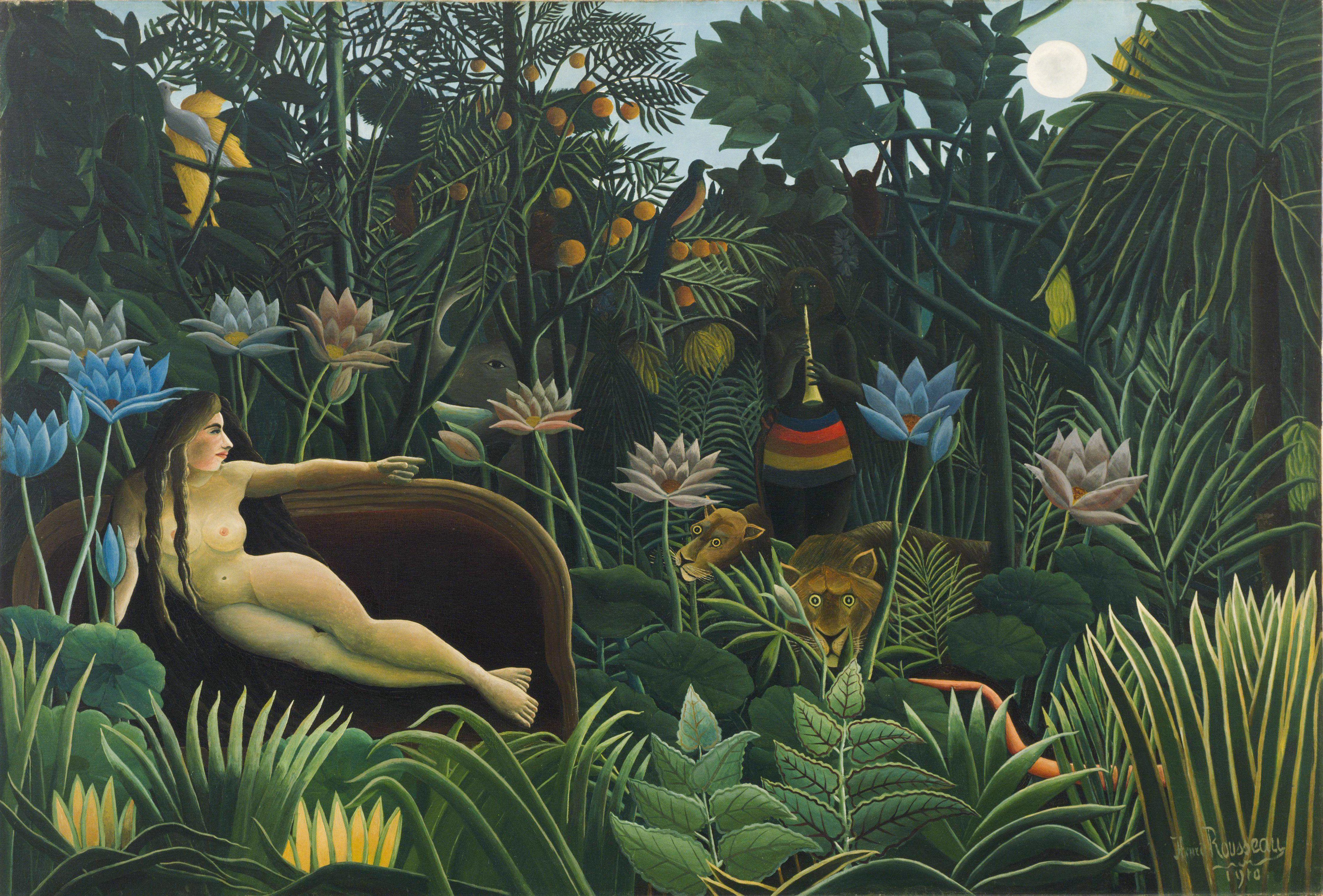
Le Rêve, 1910 – Museum of Modern Art, New York.